# Bracht (Burg-Reuland)
Bracht ist ein Dorf in der belgischen Eifel mit 99 Einwohnern (Stand 31. Dezember 2014), das zur Gemeinde Burg-Reuland in der Deutschsprachigen Gemeinschaft gehört.

## Geografie

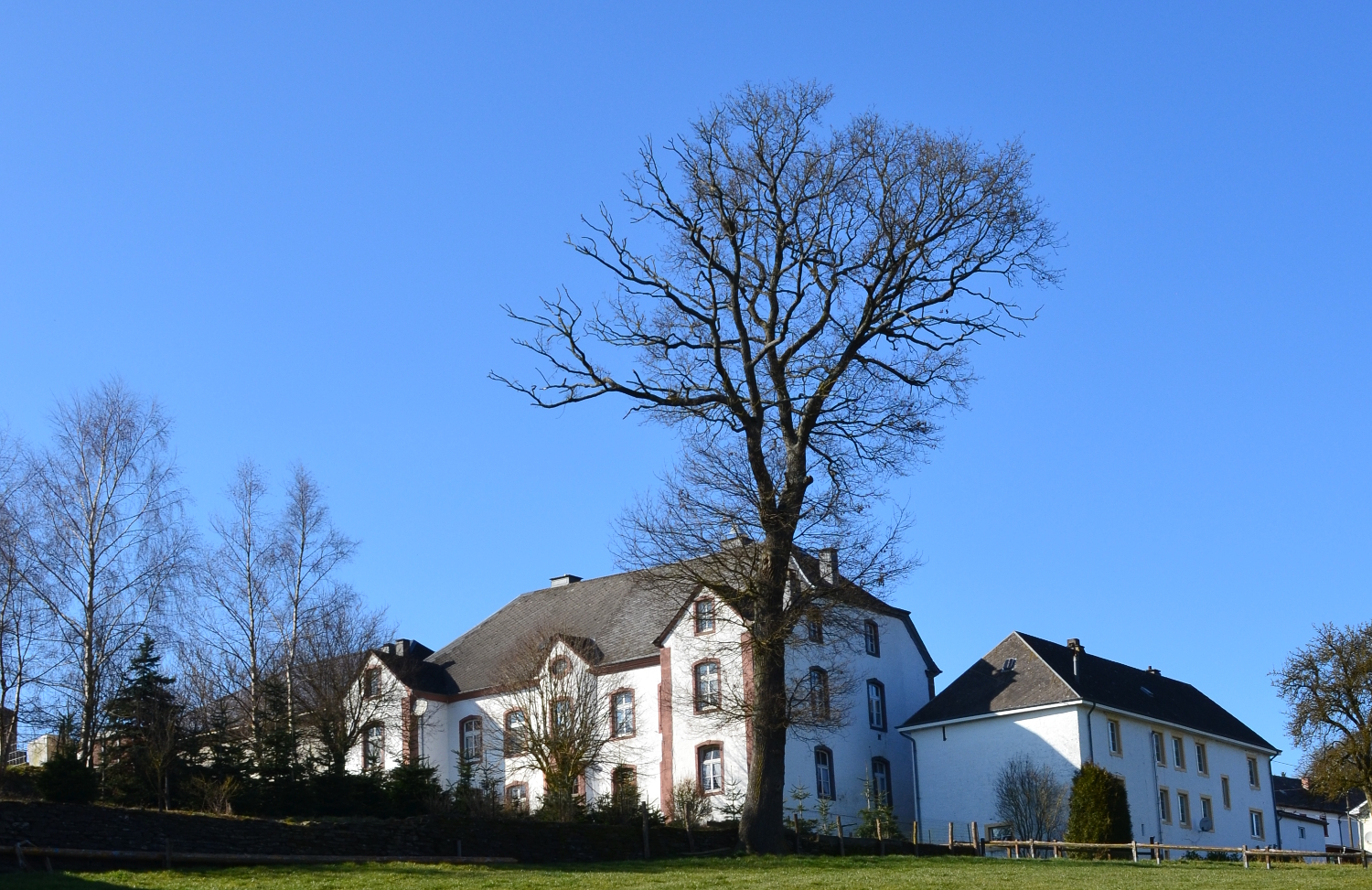
Schloss Bracht

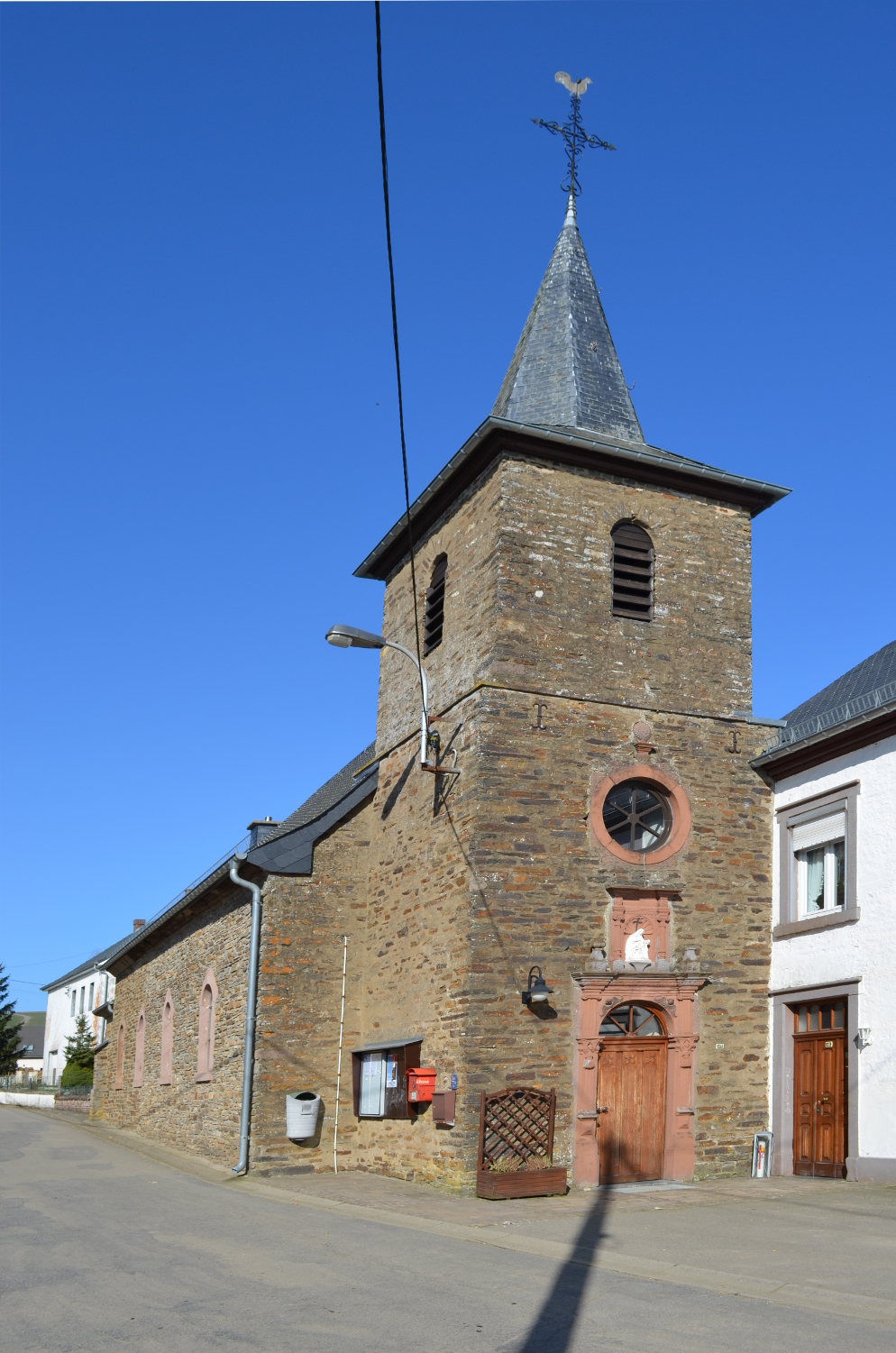
Kapelle Bracht

Bracht ist unweit der Our zwischen Maspelt und der Ortschaft Burg-Reuland gelegen.

## Geschichte
Die Geschichte des Ortes lässt sich bis in das Jahr 1330 zurückverfolgen, als in Urkunden ein „Hugo de Brait“ erwähnt wird. Eine erste Kapelle wurde 1695 auf Veranlassung des damaligen Burg-Reuländer Pfarrers Mathias Breitfeld in Bracht errichtet. 1865 wurde diese Kapelle aufgrund von Baufälligkeit durch einen Neubau ersetzt.

## Sehenswürdigkeiten
- Schloss Bracht, 1782 bis 1785 im Auftrag von Georg Friedrich August Ferrand von Montigny aufgeführt.[3]

## Persönlichkeiten
- Rainer Lengeler (1933–2022), deutscher Anglist und Hochschullehrer